# 外蒙古
外蒙古（有“背/後蒙古”的意思，蒙古语中以蒙古对中原的视角是“〈山〉后蒙古”或“〈戈壁〉后蒙古”），是清朝後期對漠北蒙古諸部的稱呼，由外札薩克蒙古喀爾喀四部衍生而來。
清代初年尚無“外蒙古”之名，稱漠北為“喀爾喀”或“外喀爾喀”。清代中期以來，又有“卡外喀爾喀”、“外三路喀爾喀”、“外四盟蒙古”等名稱。嘉慶年間重修《大清一統志》，因無統一名稱可用，故將烏里雅蘇臺將軍統領的廣大地域籠統地稱為烏里雅蘇臺統部。清末，外蒙古取代“烏里雅蘇臺”等，漸成通稱，範圍有時亦含包括科布多和內屬之唐努烏梁海。
宣統三年（1911年）武昌起義後，杭達多爾濟、車林齊密特等蒙古王公喇嘛擁立庫倫哲布尊丹巴呼圖克圖為皇帝，宣佈獨立，成立“大蒙古國”，是為外蒙古独立。此時的中華民國拒不承認，仍稱其為外蒙古。1912年，外蒙古軍隊控制達里岡厓牧場，又攻陷科布多城，佔領科布多全境，並乘勢西進阿爾泰。同年，俄羅斯帝國通過《俄蒙協定》承認外蒙古的自治。1913年，中华民国與俄羅斯帝国簽訂聲明文件及另件，確定承認外蒙古的自治權，自治區域為清末庫倫辦事大臣、烏里雅蘇臺將軍與科布多參贊大臣管轄區域。俄羅斯承認中國對外蒙古的宗主權。1915年，經恰克圖會議外蒙古取消“獨立”，改為自治。1919年，北洋政府由徐樹錚領軍出兵占领外蒙古。1921年初，北洋軍被白俄亞洲騎兵師逐出庫倫，蘇俄又支援蒙古人民黨控制外蒙古，此後蒙古事實上脫離中國統治。1921年7月，大蒙古國改為君主立憲制。1924年5月，蘇聯與北洋政府簽約承認蒙古為中國一部分。同年博克多汗圓寂，12月蒙古制定憲法，改國號為「蒙古人民共和國」。1928年，國民政府將外蒙古改稱為蒙古地方。1946年，中華民國政府承認外蒙古為獨立的蒙古人民共和國，放棄對外蒙古的主權宣稱。1949年，中华人民共和国与其建交。

## 範圍
因該稱呼為俗稱而非正式稱號，狹義上包括土謝圖汗部、賽音諾顏部、車臣汗部和札薩克圖汗部，其地大致相當於今蒙古國除蘇赫巴托爾省、科布多省、巴彥烏列蓋省、烏布蘇省、庫蘇古爾省以外的大部分地區。土謝圖汗、車臣汗二部由庫倫辦事大臣管轄，賽音諾顏、札薩克圖汗二部由烏里雅蘇臺將軍（定邊左副將軍）管轄，由理藩院統籌蒙古事務。辛亥革命之後外蒙古的範圍逐漸擴大到蒙古獨立運動和俄羅斯勢力所能控制的全部地區。

### 盟、部
清代外蒙古喀爾喀四部：
- 土謝圖汗部二十旗，即汗阿林盟。由庫倫辦事大臣管轄。
- 車臣汗部二十三旗，即克魯倫巴爾和屯盟。由庫倫辦事大臣管轄。
- 賽音諾顏部二十二旗附额鲁特部二旗，即齊齊爾里克盟。由烏里雅蘇臺將軍管轄。
- 札薩克圖汗部十八旗附輝特部一旗，即札克畢拉色欽畢都爾諾爾盟。由烏里雅蘇臺將軍管轄。

1913年《中俄声明》另件第五款确定外蒙古自治区域，尚包括唐努乌梁海与科布多：
- 唐努乌梁海領唐努乌梁海五旗及三佐领所辖地区。在清代由烏里雅蘇臺將軍管轄。
- 科布多領扎哈沁部、明阿特部、额鲁特部各一旗；杜尔伯特部与所附辉特二旗，组为赛音济雅哈图左右翼二盟（左翼盟会杜尔伯特部十一旗及辉特部一旗，右翼盟会杜尔伯特部三旗及辉特一旗）。在清代由科布多參贊大臣管轄。

## 历史

### 蒙古汗廷覆灭之后
蒙古宗主部落察哈尔万户的衰落的同时，喀尔喀先后有了三位汗，全喀尔喀也随之分裂为三个汗部。喀尔喀万户长阿巴岱于1580年称“赛音汗”，喀尔喀蒙古始有汗号，第一代“土谢图汗”是其孙衮布。1596年，被阿巴岱立为汗的喀尔喀右翼长赉瑚尔汗之子素巴第被推举为“扎萨克图汗”，成为第一代扎萨克图汗。在1630年前后林丹汗覆灭的同时硕垒成为第一代“车臣汗”。此外和托辉特部也短暂出现了阿拉坦汗。喀尔喀三汗对后金-满清政权采取敌视态度，1640年在扎萨克图汗素巴第的主持下与四卫拉特会盟，共同应对满洲势力的威胁，车臣汗硕垒等人还曾策应漠南蒙古腾机思叛清。

### 清朝

1911年清朝行政區劃（紅色部分為外蒙古）

- 康熙二十七年（1688年），准噶尔部噶尔丹大举进攻喀尔喀四部，喀尔喀蒙古举族归附大清帝國。并於三年後（1691年）的多倫會盟正式併入清朝。
- 同治三年（1864年），俄羅斯帝國與大清帝國签订《中俄勘分西北界約記》割取了阿尔泰诺尔乌梁海等地。
- 同治八年（1869年）至九年（1870年），俄羅斯帝國再與大清帝國签订《乌里雅苏台界约》、《科布多界约》和《塔尔巴哈台界约》，割取了唐努乌梁海和科布多的部分地区。
- 光绪七年（1881年），俄羅斯帝國又與大清帝國签订《中俄伊犁条约》的中俄《科塔界条约》，割取了阿尔泰乌梁海的西部地区。
- 光绪三十二年十二月（1907年初）分科布多所屬的阿尔泰乌梁海、新土尔扈特、新和硕特三部置阿尔泰办事大臣以统之，驻承化寺，此后阿爾泰區域与科布多分治。
- 宣统三年（1911年）库伦的哲布尊丹巴呼图克图在喀尔喀四部王公、喇嘛的推戴下宣佈独立，脱离大清帝國统治。次年（1912年）博克多蒙古軍隊又驅逐科布多等地的清軍，控制了除烏梁海共和國以外的整個外蒙古。

### 與中华民国的關係
1911年辛亥革命爆发后，出現蒙古獨立運動，库伦的第八世哲布尊丹巴呼圖克圖等在俄羅斯帝國的支持下，宣布脱离清朝统治，建立“大蒙古国”。1913年俄羅斯与中國北洋政府签订《中俄声明》。声明规定：俄罗斯承认中国宗主权，为中国领土的一部分，中国承认外蒙古自治。中国承认外蒙古对科布多的管辖，同时不得在外蒙古派驻军队，不得移民。1915年6月7日中俄蒙三方在恰克图签定《中俄蒙协约》，将此声明具体化。据此，同年6月9日，外蒙古宣布取消“大蒙古国”的独立。1917年俄国革命爆发后，苏俄忙于内战，无暇东顾，外蒙古王公向北洋政府求援，情愿撤销自治，恢复清代外蒙古旧制。1919年，北洋政府以皖系将领徐树铮为西北筹边使兼西北边防军总司令，派兵佔據外蒙古。
徐树铮驻兵外蒙古后，无视外蒙古当地的文化宗教传统而强行改革，招致外蒙古人民的强烈民族情绪，从而引发新一轮的独立运动，其中以求助于白俄军援的哲布尊丹巴的传统宗教派和求助于苏俄军援的蒙古人民党的新兴共产派这两大民族独立势力，都将中国北洋政府的军队视为侵略者。1921年2月11日，恩琴指挥的俄国白军攻入库伦，驱逐中国守军；同年3月18日苏赫-巴托尔、乔巴山领导的军队击败买卖城的中国守军。苏俄军队于同年5月开进外蒙古，与蒙古人民军一道于7月6日进入库伦，击败恩琴的白俄军队，中国军队被逐出外蒙古。此后，苏联将唐努乌梁海改组为独立的唐努-图瓦人民共和国；1944年直接并入苏联，成为俄羅斯蘇維埃聯邦社會主義共和國的一个自治共和国。
1921年7月11日，外蒙古组建君主立宪政府。1924年哲布尊丹巴活佛逝世之后，外蒙古政府于11月26日宣布废除君主制，成立蒙古人民共和国。定都库伦，改城名为乌兰巴托。外蒙古第二次独立后，中国北洋政府及接續的南京国民政府对蒙古的独立地位始終未予承认。1928年，國民政府在行政区域上将外蒙古改为蒙古地方。直至1945年8月14日中国国民政府签署《中蘇友好同盟條約》，双方外交部长的换文声明：第一，“最多三個月足為完成（苏军从东北）撤退之期”；第二，“如外蒙古之公民投票证实此项愿望，中国政府当承认外蒙古之独立”。
1945年10月20日，外蒙古就独立问题进行全民投票。這次投票是在蒙古人民革命党和蒙古人民共和国小呼拉尔主席团领导和具体组织下进行的，虽然名义上國民政府派出全权代表、內政部次长雷法章观察。据当时蒙古人民共和国中央投票委员会公布：“全国投票拥护蒙古人民共和国的国家独立的有487,409票，即全部參加公民投票的人数的100%，投反对票的一个也沒有。1946年1月5日，中华民国政府发布公告，正式承认其独立国家地位。
1953年，已经迁往台湾的中華民國政府宣布废止《中苏友好同盟条约》，单方面撤回對外蒙古獨立的承認。在党国时期台灣所出版的中華民國全圖上，例如國民大會秘書處自民國68年（1979年）5月至民國80年（1991年）10月所編的《會議實錄》所附的《中華民國全圖》，仍宣稱法理的中華民國疆域包括外蒙古。但是1961年蒙古加入联合国，中华民国放弃使用否决权，这使得1953年控苏案的成果毁于一旦。
1990年之后，李登輝主政下的中華民國政府默认蒙古国的客观存在；2002年民進黨執政後，進一步於蒙古國設立代表處，並在外交部網站的各國介紹中加入蒙古國，至此再次承認外蒙古獨立。而蒙方亦於2003年在台北市設立代表处。
2012年5月21日行政院大陸委員會發表新聞稿，表示「民國35年我國憲法制定公布時，蒙古（俗稱外蒙古）獨立已為我政府所承認，因此，當時蒙古已非我國憲法第4條所稱的『固有之疆域』。」正式否定外蒙古為中華民國法定領土，重申蒙古為一個主權國家。至此中華民國在實際與法理上均已徹底揚棄對外蒙的聲索。目前台湾市面上所发售的中国地图和世界地图，均已将外蒙古排除在中国之外作为独立国家标示，教科书亦然。包含外蒙古在内的“中华民国全图”（俗称“秋海棠”）则已相当罕见或不再发行。

### 与中华人民共和国的关系
1945年，中华民国和苏联签订《中苏友好同盟条约》，中共对此表示支持。
1949年1月，在中华人民共和国建国前夕，毛泽东曾非正式向苏联提出外蒙古回归问题，遭到苏联的拒绝。
1949年10月16日，中华人民共和国与蒙古人民共和国建交。
斯大林去世后，1953年周恩来非正式地向后来的苏联领导人赫鲁晓夫提出外蒙古回归问题，再次遭到拒绝。
1962年，中华人民共和国与蒙古人民共和国正式划定边界。中苏关系紧张后，蒙古与中华人民共和国的关系也随之冷却。直到1980年中期，两国关系得以缓和改善。
1990年两国元首首次实现互访。

### 引用
1. ↑  《清史稿·地理志》：“喀爾喀四部八十四旗，統稱外札薩克。”
2. ↑  光緒《大清會典事例》卷九百八十二理藩院邊務驛站
3. ↑  光緒《大清會典事例》理藩院邊務會盟
4. ↑  《清史稿》卷一百三十七 兵志
5. ↑  李毓澍，1976，《外蒙古撤治问题》，中央研究院近代史研究专刊（一），台北：商務印書館
6. ↑  光緒《大清會典事例》卷九百六十四、九百六十五中的「外蒙古疆理包括喀爾喀四部落」。
7. ↑  Отрощенко Иванна Витальевна. . Tuva Asia.   [2015]. （原始内容存档于2022-12-16）.
8. ↑  达力扎布 (编). . 《民族研究》2008年第4期.
9. ↑  简论1918～1945年苏俄（苏联）对外蒙古的言行。《历史教学诸问题研究》王春良著 第123页
10. ↑  . 自由時報.   [2021-02-06]. （原始内容存档于2021-02-03）.
11. ↑  立法院國會圖書館電子藏書：國民大會歷次會議實錄 （页面存档备份，存于）：《第一屆國民大會第六次會議實錄》，1979年5月；《第一屆國民大會第七次會議實錄》，1985年5月；《第一屆國民大會第八次會議實錄》，1991年4月；《第一屆國民大會第二次臨時會實錄》，1991年10月 ：《中華民國全圖》
12. ↑  蒙古國 （页面存档备份，存于），中華民國外交部
13. ↑  行政院大陸委員會：有關外蒙古是否為中華民國領土問題說明新聞參考資料 （页面存档备份，存于）